# Gauliga Niedersachsen
Gauliga Niedersachsen byla jedna z mnoha skupin Gauligy, nejvyšší fotbalové soutěže na území Německa v letech 1933 – 1945. Gauliga byla vytvořena v roce 1933 na popud nacistického vedení. Pořádala se na území Dolního Saska. Vítězové jednotlivých skupin Gauligy postupovali do celostátní soutěže, která trvala necelý měsíc, v níž se kluby utkávaly vyřazovacím způsobem.
Zanikla v roce 1942 rozdělením na Gauliga Südhannover-Braunschweig a Gauliga Weser-Ems. V roce 1943 byla dodatečně vytvořena Gauliga Osthannover.

## Nejlepší kluby v historii - podle počtu titulů
Zdroj: 
| Vítězové nejvyšší ligové soutěže |        |                        |
| Klub                             | Tituly | Vítězné ročníky        |
| SV Werder Bremen                 | 4      | 1934, 1936, 1937, 1942 |
| Hannover 96                      | 3      | 1935, 1938, 1941       |
| VfL Osnabrück                    | 2      | 1939, 1940             |

## Vítězové jednotlivých ročníků
Zdroj: 
| Gauliga Niedersachsen (1933 – 1942) |                      |                                 |                 |
| Ročník                              | Vítěz Gauligy        | Umístění v německém mistrovství | Německý mistr   |
| 1933 – 1934                         | SV Werder Bremen (1) | Skupina B (3. místo)            | FC Schalke 04   |
| 1934 – 1935                         | Hannover 96 (1)      | Skupina B (2. místo)            | FC Schalke 04   |
| 1935 – 1936                         | SV Werder Bremen (2) | Skupina B (2. místo)            | 1. FC Norimberk |
| 1936 – 1937                         | SV Werder Bremen (3) | Skupina B (2. místo)            | FC Schalke 04   |
| 1937 – 1938                         | Hannover 96 (2)      | Vítěz                           | Hannover 96     |
| 1938 – 1939                         | VfL Osnabrück (1)    | Skupina 1 (2. místo)            | FC Schalke 04   |
| 1939 – 1940                         | VfL Osnabrück (2)    | Skupina 2 (3. místo)            | FC Schalke 04   |
| 1940 – 1941                         | Hannover 96 (3)      | Skupina 2b (2. místo)           | SK Rapid Wien   |
| 1941 – 1942                         | SV Werder Bremen (4) | Čtvrtfinále                     | FC Schalke 04   |